# Дом Щолберг
Дом Щолберг (на немски: Haus Stolberg) са висш боагороднически род от графове и князе на Свещената Римска империя.
Първият споменат в документ от 1210 г. е граф Хайнрих цу Щолберг, който още през 1200 г. е споменат като граф Хайнрих фон Фойгтщет в Тюрингия. Резиденция на фамилията през началото на 13 век е замък Щолберг в Харц, който е тяхна собственост до национализирането през 1945 г.
През 1429 г. графовете цу Щолберг наследяват Графство Вернигероде в Северен Харц. Родът се дели 1645 г. на старата главна линия Щолберг-Вернигероде и младата главна линия Щолберг-Щолберг . От Щолберг-Вернигероде се отделят през началото на 18 век линиите Щолберг-Гедерн (до 1804) и Щолберг-Шварца (до 1748). Щолберг-Щолберг се дели през 1706 г. на двете линии Щолберг-Щолберг  и Щолберг-Росла.
Линията Щолберг-Гедерн получава 1742 г. издигането на имперски княз от император Карл VII.
- Дворец Щолберг
- Дворец Щолберг
- Дворец Вернигероде в Харц ок. 1860
- Дворец Вернигероде днес